# Eric Singleton
Eric Singleton (* 6. November 1968 in New York City; eigentlich Eric Newkirt Singleton) ist ein US-amerikanischer Rapper, der bei verschiedenen Produktionen des US-Dancefloorgenres mitgewirkt hat.

## Leben und Wirken
Singleton arbeitete seit 1994 mit verschiedenen Musikproduzenten zusammen, zunächst jedoch nur für in Deutschland unbekannte Interpreten wie Face II Face, Deep Down oder Cool Cut. Zudem erschienen von der Band Bad Boys Blue einige Rap-Versionen, wie z. B. „Hungry for Love“ oder „You’re a Woman“, in welcher Singleton die Titel mit seinen Rap-Parts neu auflegte.
Bekanntheit erlangte er vor allem durch seine Auftritte als Rapper für Modern Talking. Dort war er erstmals 1998 auf der Comeback-Version von You’re My Heart, You’re My Soul zu hören. In den folgenden Jahren war er auf jeder Single als Rapper zu hören, letztmals bei Last Exit to Brooklyn im Jahr 2001. 2000 erschien außerdem Sexy Girl, ein Feature mit Shaggy.
Nach einer Auseinandersetzung mit Modern Talking bezüglich seiner Solokarriere trennte er sich von der Gruppe und zog zurück in die USA nach Georgia. 2006 kam „XLarge“, wie er von Fans genannt wird, zurück nach Deutschland. Er arbeitet seitdem wieder an seiner Solo-Karriere.

## Diskografie
Singles

| Jahr | Titel Album                           | Höchstplatzierung, Gesamtwochen, AuszeichnungChartplatzierungen (Jahr, Titel, Album, Platzierungen, Wochen, Auszeichnungen, Anmerkungen) | Höchstplatzierung, Gesamtwochen, AuszeichnungChartplatzierungen (Jahr, Titel, Album, Platzierungen, Wochen, Auszeichnungen, Anmerkungen) | Höchstplatzierung, Gesamtwochen, AuszeichnungChartplatzierungen (Jahr, Titel, Album, Platzierungen, Wochen, Auszeichnungen, Anmerkungen) | Anmerkungen                                                                                   |
| Jahr | Titel Album                           | DE | AT | CH | Anmerkungen                                                                                   |
| ---- | ------------------------------------- | --- | --- | --- | --------------------------------------------------------------------------------------------- |
| 1994 | Tequila Rap Rise –                    | DE98 (1 Wo.)DE | — | — | Erstveröffentlichung: 1994 als Eric XL Singleton                                              |
| 1998 | You’re My Heart, You’re My Soul ’98 – | DE2 Platin · (20 Wo.)DE | AT2 (13 Wo.)AT | CH4 (25 Wo.)CH | Erstveröffentlichung: 16. März 1998 Verkäufe: + 1.055.000 Modern Talking feat. Eric Singleton |
| 1998 | Brother Louie ’98 –                   | DE16 (11 Wo.)DE | AT17 (10 Wo.)AT | CH21 (9 Wo.)CH | Erstveröffentlichung: 20. Juli 1998 Verkäufe: + 278.000 Modern Talking feat. Eric Singleton   |
| 1999 | You Are Not Alone –                   | DE7 Gold · (15 Wo.)DE | AT5 (14 Wo.)AT | CH12 (13 Wo.)CH | Erstveröffentlichung: 1. Februar 1999 Verkäufe: + 334.000 Modern Talking feat. Eric Singleton |
| 1999 | Sexy Sexy Lover –                     | DE15 (9 Wo.)DE | AT27 (7 Wo.)AT | CH35 (2 Wo.)CH | Erstveröffentlichung: 17. Mai 1999 Modern Talking feat. Eric Singleton                        |
| 2000 | China in Her Eyes –                   | DE8 (9 Wo.)DE | AT22 (7 Wo.)AT | CH20 (11 Wo.)CH | Erstveröffentlichung: 31. Januar 2000 Verkäufe: + 25.000 Modern Talking feat. Eric Singleton  |
| 2000 | Don’t Take Away My Heart –            | DE41 (5 Wo.)DE | — | — | Erstveröffentlichung: 2. Mai 2000 Modern Talking feat. Eric Singleton                         |
| 2000 | Sexy Girl –                           | — | — | — | Erstveröffentlichung: 2. Mai 2000 vs. Shaggy                                                  |
| 2001 | Last Exit to Brooklyn –               | DE37 (5 Wo.)DE | AT44 (5 Wo.)AT | CH94 (1 Wo.)CH | Erstveröffentlichung: 7. Mai 2001 Modern Talking feat. Eric Singleton                         |